# Fix You
"Fix You" é uma canção da banda inglesa de rock alternativo Coldplay. Foi escrita por todos os membros da banda para o seu terceiro álbum X&Y. A faixa é construída em torno de um órgão de igreja, que é acompanhada por tambores em ritmo lento, e um coro singalong. Foi lançado em 5 de setembro de 2005 como o segundo single de X&Y e atingiu a posição de número quatro na UK Singles Chart. A canção alcançou a posição #18 na Alternative Songs, dos Estados Unidos. Foi lançado como single promocional nos EUA e no RU.
"Fix You" recebeu críticas positivas. Os críticos elogiaram a música da canção. A música ganhou muito destaque, com vários sons diferentes. A canção, em si, foi indicado para vários prêmios nas categorias "Melhor Canção Musicalmente" e "Letra e Hino do Verão". O videoclipe foi um tributo aos bombardeios ocorrido em Londres em 7 de julho de 2005.

## Antecedentes
Ao escrever a canção, o vocalista Chris Martin se inspirou usando um órgão de igreja para a faixa. Não era possível ter acesso ao instrumento, Martin vinha utilizando um teclado velho que era do falecido Bruce Paltrow, pai de Gwyneth. Contudo, em outros casos Martin afirmou que "Fix You" é uma "cópia" do hino da banda inglesa de rock alternativo Elbow, "Grace Under Pressure" de 2003. Algumas fontes afirmam que Martin escreveu a música para sua esposa, Gwyneth Paltrow, após a morte de seu pai, Bruce Paltrow.
Quando perguntado sobre o desenvolvimento da música, Martin disse: "Meu sogro Bruce Paltrow comprou um teclado grande, pouco antes de morrer. Ninguém nunca havia tocado nele. Toquei-o e lá estava um som incrível que eu nunca tinha ouvido antes. Todas estas canções derramaram em um só som. O fato de ser o teclado do meu sogro, me inspirou ainda mais." Martin também observou que a canção é "provavelmente a canção mais importante que já escrevi."

## Composição
A canção apresenta um som de órgão e piano. A canção começa com uma balada silenciosa de órgão elétrico, incluindo falsetes de Martin. A canção em seguida, constrói com ambas uma guitarra acústica e som de piano. O som então desloca com uma "lamentosa" nota de três toques na linha de guitarra, através de um ritmo trazendo um tempo otimista. Sua instrumentação é variada, com o som estilo de órgão de igreja que paira por todo o fundo, notas de piano, violão e riffs de guitarra elétrica, bateria, e um coro longo.
A mensagem de toda a música, em que Martin canta, são palavras de encorajamento: "Lights will guide you home / And ignite your bones/And I will try to fix you." Michele Hatty do USA Weekend reportou que Martin canta sobre recuperação de tristeza na música. Travis Gass do Bangor Daily News escreveu que Martin oferece a sua simpatia pelos oprimidos, com "When you love someone and it goes to waste / What could be worse?". Gass passa a interpretar que a "efervescência da bateria" e o coro é semelhante dos Queen's na canção de 1975, "Bohemian Rhapsody".

## Lançamento
Coldplay lançou "Fix You" no Reino Unido e nos Estados Unidos em 5 de setembro de 2005 como o segundo single do seu terceiro álbum. O single apresenta dois B-side's: "The World Turned Upside Down" e "Pour Me". Em 14 de setembro de 2005, a banda lançou o Fix You EP no iTunes Store. Em resposta ao Furacão Katrina, todas as vendas foi para o "American Red Cross Hurricane Relief 2005" e o "National Academy of Recording Arts & Sciences MusiCares Hurricane Relief Fund". Foi lançado como single promocional nos EUA e no RU. A faixa chegou a posição de número quatro na UK Singles Chart em 17 de setembro de 2005. Ficou na 59ª posição da Billboard Hot 100 e na 18ª na Alternative Songs. A canção também alcançou posições no Pop 100 e no Digital Songs. O single apareceu na Austrália na posição quatro em 18 de setembro de 2005, até se "aposentar" na posição 58. Também apareceu na posição de número oito na Irlanda e passou sete semanas consecutivas na parada. Em 2009, a canção também apareceu no álbum ao vivo do Coldplay, LeftRightLeftRightLeft.

### Recepção

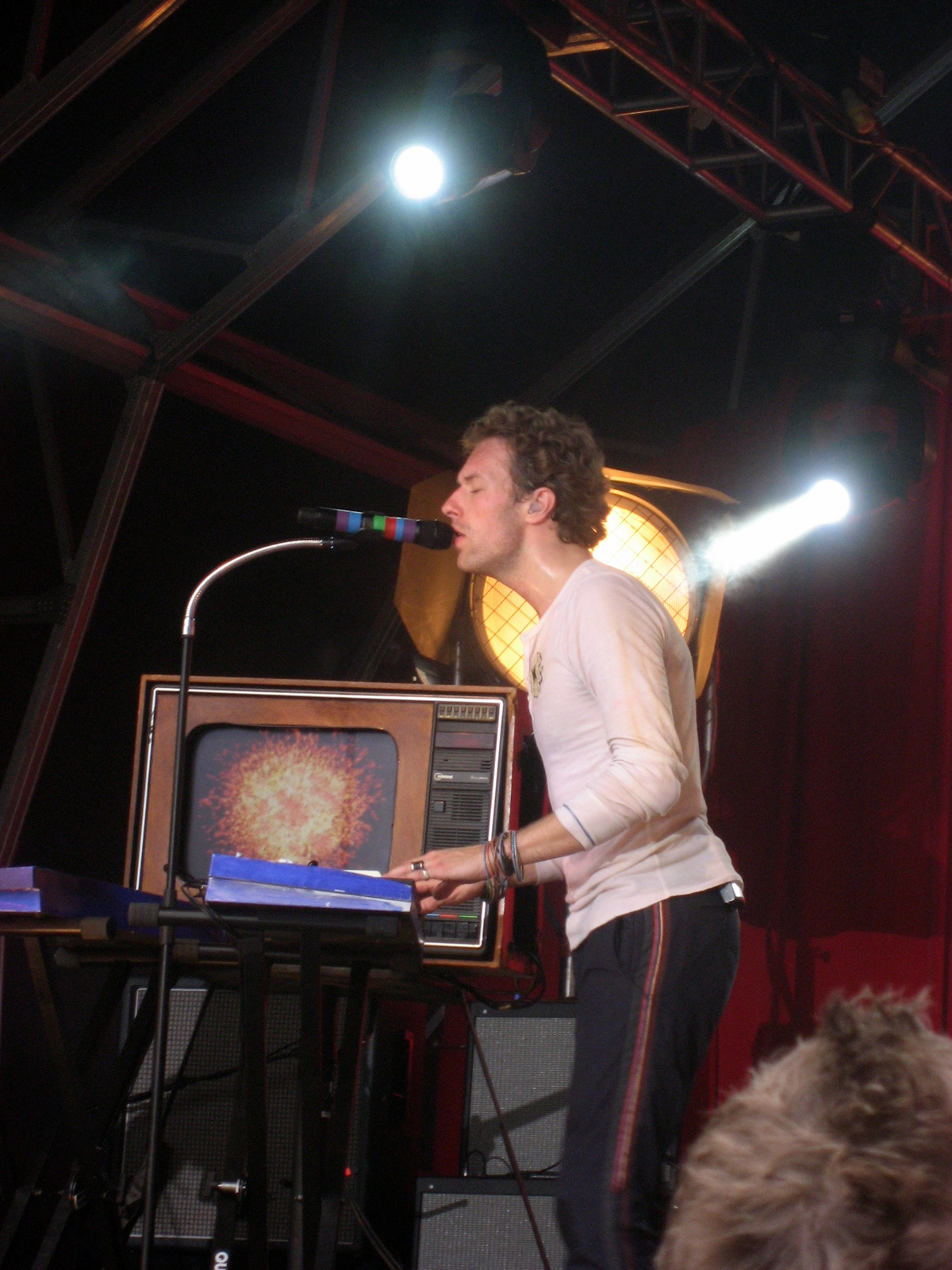
Chris Martin tocando "Fix You" durante a Viva la Vida Tour.

Os críticos foram condescendentes com a canção. Na resenha para o álbum da Rolling Stone, a crítica Kelefa Sanneh escreveu: "Uma das melhores é 'Fix You', uma canção descaradamente sentimental onde Martin entrega palavras de incentivo em um falsetto delicado [...] Provando mais uma vez que nenhuma faixa pode se tornar uma balada esplêndida do rock como esta." Paul McNamee da revista NME escreveu: "É uma canção maravilhosa que desloca do piano ao austero simples e de voz a um estouro da soada, do tinido da harmonia de proto-prog dividido em quatro partes." Adrien Begrand do PopMatters em sua resenha do álbum, notou que a canção é a "melhor balada" de X&Y. Em 2005, a canção apareceu na posição de número dois na lista da revista Q,  "100 Grandes Faixas do Ano", e foi listada como uma das "Faixas do Ano" pela NME em 2005.
Em 2005, Coldplay cantou a canção ao vivo no Saturday Night Live no evento de 8 de julho. "Fix You" também foi tocado no Shelter from the Storm. Também se tornou uma canção de homenagem às vítimas e, no fim, se tornou o hino para o evento. A canção foi apresentada em um episódio da série televisiva americana de drama jovem The O.C.. Uma parte da metade da música foi tocada durante o trailer do filme de 2006, World Trade Center. Também foi destaque no filme de 2006 You, Me and Dupree. A faixa foi indicada para um Ivor Novello Award na categoria "Melhor Canção Musicalmente e Liricamente". A canção também foi indicada para um UK Festival Award na categoria "Hino do Verão". Em 14 de março de 2009, a banda fez uma versão da canção no concerto beneficente, Sound Relief, em Sydney, Austrália.
A canção apareceu no The Acoustic Album (2006). Foi performado em 2006 pelo grupo octogenário da Nova Inglaterra, Young@Heart. A performance do grupo foi liderada pelo ex-membro de coro Fred Knittle, que sofria de insuficiência cardíaca congestiva e respirava com a ajuda de um tanque de oxigênio. Ela havia sido originalmente planejada para ser um dueto entre Knittle e Bob Salvini, outro antigo membro do coro, mas Salvini faleceu pouco antes do show. Knittle tocou sozinho, como uma homenagem a seu amigo. A performance foi inicialmente gravada para um documentário britânico que foi ao ar no Channel 4; imagens da performance foram postadas no YouTube em novembro de 2006 com respostas positivas. Uma versão ampliada do documentário, intitulado Young@Heart estreou em 2007 no Los Angeles Festival de Filmes foi lançado nos cinemas dos EUA em 2008.

## Videoclipe
O vídeo foi dirigido por Sophie Muller, que já havia trabalhado com a banda para seu vídeo de 2002 "In My Place". O vídeo mistura imagens de um show da banda a 4 e 5 de julho de 2005 no Reebok Stadium, em Bolton; e imagens de Chris Martin cantando a música e caminhando (depois correndo) pelas ruas de Londres até chegar ao estádio para finalizar a canção. É uma homenagem às vítimas do atentado em Londres de 7 de julho de 2005. O vídeo contava com figurantes para a gravação do vídeo, o que exigia duas tomadas em cada dia para completar as filmagens.
Na primeira metade do vídeo, Martin vagueia pelas ruas de Londres, enquanto o slogan "Make Trade Fair" é projetada no Royal National Theatre, usando a cor ITA2, mesma cor da capa do álbum X&Y. Os túneis onde Martin é visto vagando estão localizados perto do London Bridge Station. Atravessa a ponte de Waterloo, que liga o Southbank com a vertente. Logo que a guitarra elétrica toca, Martin corre através dos cantos da rua até finalmente chegar no Reebok Stadium, onde ele se junta ao resto da banda para o final da canção. Os barulhos de sino sinalizam o início da cena no Reebok Stadium.
O vídeo foi lançado em 1 de agosto de 2005. O vídeo foi indicado na 15ª premiação anual Music Video Production Association na categoria "Adulto Contemporâneo". Depois de seu lançamento, o vídeo foi dado como uma homenagem aos atentados de 7 de julho de 2005 em Londres.

## Faixas
| N.º | Título                                | Duração |  |
| 1.  | "Fix You" (versão do vídeo)           | 4:37    |  |
| 2.  | "The World Turned Upside Down"        | 4:32    |  |
| 3.  | "Pour Me" (ao vivo no Hollywood Bowl) | 5:01    |  |
| 4.  | "Fix You" (videoclipe)                | 4:16    |  |

## Desempenho e certificações
| País/Parada (2005)                        | Melhor posição |
| ----------------------------------------- | -------------- |
| Austrália (ARIA)                          | 25             |
| Áustria (Ö3 Austria Top 40)               | 58             |
| Bélgica (Ultratop 50 Flandres)            | 5              |
| Bélgica (Ultratop 40 Valónia)             | 3              |
| Canadá (Canadian Hot 100)                 | 4              |
| Estados Unidos (Billboard Hot 100)        | 59             |
| Países Baixos (Mega Single Top 100)       | 54             |
| Irlanda (IRMA)                            | 8              |
| Itália (FIMI)                             | 13             |
| Nova Zelândia (RIANZ)                     | 17             |
| Polônia (ZPAV)                            | 4              |
| Reino Unido (The Official Charts Company) | 4              |
| Suécia (Sverigetopplistan)                | 26             |
| Suíça (Media Control AG)                  | 53             |

| País           | Certificações |
| -------------- | ------------- |
| Austrália      | Platina       |
| Estados Unidos | Ouro          |